# Ras Kass
Ras Kass (nacido como John Austin el 26 de septiembre de 1972 en Watts, California) es un rapero estadounidense. Sus fanes alaban su destreza técnica como MC y tanto la pasión por la música y su actitud comprometida queda patente en su contenido lírico.

## Carrera
Ras Kass debutó con Soul On Ice en 1996. El álbum desarrolló una considerable promoción mediante varios singles independientes, tales como "High IQ" y "Won't Catch Me Runnin'". Soul On Ice tuvo un éxito comercial pequeño, pero el álbum fue adorado dentro del hip hop underground, apreciado en ese momento por sus batallas raperas tan mordaces en el show de Sway & King Tech y su militancia afrocentrista. Después creó polémica con los temas "Ordo Abchao" y "Nature Of The Threat", donde detallaba la historia racista de blancos frente a negros. Muchos defendían que Ras fue al extremo del racismo contra los blancos, pero la mayoría de fanes no lo vieron como una teoría o conspiración contra la raza blanca.
Lógicamente, Ras Kass tuvo la típica presión después de un gran estreno. Su segundo álbum, "Rasassination", obtuvo cierto éxito comercial, en parte, gracias a las colaboraciones de Xzibit y RZA, además de recibir ayuda de Dr. Dre, que produjo parte de los ritmos y rapeó en el sencillo principal "Ghetto Fabulous". Por medio de este tema, llegó al público mainstream, donde muchos le criticaron por suavizar su contenido en beneficio del éxito comercial. El trabajo, de hecho, combina lo intelectual de sus letras ("Interview With A Vampire" es una teológica y espiritual exploración donde Ras habla de las perspectivas de Dios, él mismo y el Diablo) con temas personales ("It Is What It Is" habla de la relación con su madre). A pesar de esto, el álbum no vendió todo lo esperado.
El tercer álbum de Ras Kass, Van Gogh, tenía previsto para salir en 2001. Sin embargo, el álbum se filtró en internet meses antes de su salida, lo que hizo que Priority records retrasara su salida al mercado indefinidadamente. Esto hizo que se complicaran aún más las relaciones entre Ras Kass y el sello, relaciones que se rompieron poco después, cuando el disco "Golden chyld" (con temas de "Van Gogh" y temas nuevos grabados para la ocasión) también se retrasó indefinidamente.

## Discografía

### Álbumes
- 1994 Soul On Ice Demo
- 1996 Soul On Ice
- 1998 Rasassination
- 2001 Van Gogh
- 2002 Goldyn Chyld
- 2005 Institutionalized Vol. 1
- 2006 Eat Or Die
- 2008 Institutionalized Vol. 2
- 2009 The Quarterly

### Singles & EP
- 1995 "High IQ"
- 1995 "Won't Catch Me"
- 1996 "Anything Goes"
- 1996 "Soul On Ice"
- 1998 "Ghetto Fabulous"

- Datos: Q1386793